# Iglica

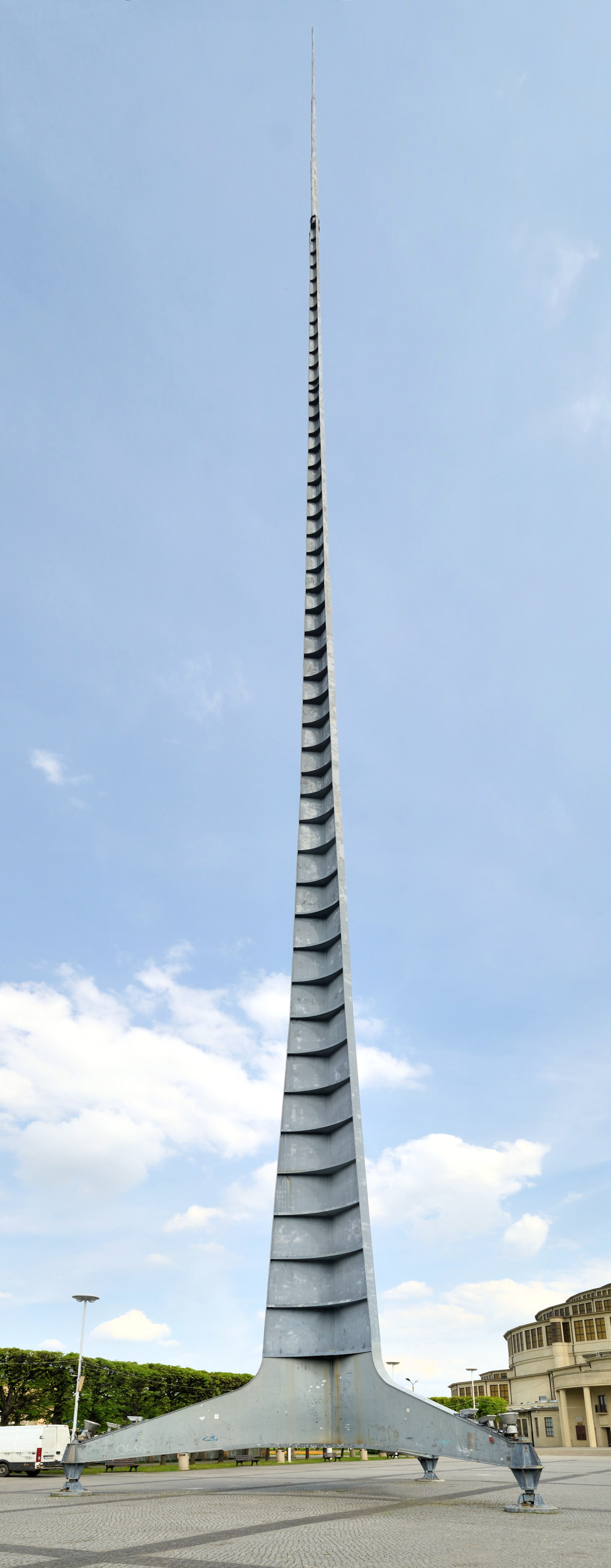

Iglica (tiếng Ba Lan: [iɡˈlʲit͡sa]; "Spire" hoặc "kim")  là một tượng đài giống như hình dạng của một cây kim ở Wrocław, Ba Lan. Nó được xây dựng vào năm 1948 và cao đến 106 mét. Ngày nay, sau khi cải tạo, mười mét trên cùng đã được gỡ bỏ và bây giờ nó chỉ cao 96 mét.
Cấu trúc này được xây dựng bởi những người Cộng sản Ba Lan cho một cuộc triển lãm để kỷ niệm sự giành lại quyền kiểm soát của " Lãnh thổ được giữ lại " sau Chiến tranh thế giới thứ hai. Iglica nằm rất gần Hội trường trăm năm.
Ban đầu đỉnh đầu là một khung gương xoay tròn, tạo ra một "chiếc ô ánh sáng" vào ban đêm, nó bị sét đánh sau một ngày vừa hoàn thành và trước khi mở cửa chính thức. Những tàn dư của cấu trúc bị hư hại này rõ ràng đã bị hai người đam mê leo núi loại bỏ miễn phí, quân đội không thể giải quyết nhiệm vụ.
Ngọn tháp được ghi nhận là một trong những Di tích lịch sử quốc gia chính thức của Ba Lan (Pomnik historii), được chỉ định vào ngày 20 tháng 4 năm 2005, cùng với Four Domes Pavilion, Pergola và Cent Century Hall. Danh sách của nó được duy trì bởi Ủy ban Di sản Quốc gia Ba Lan.